# Tim Marsman
Tim Marsman (Hattem, 4 oktober 2000) is een Nederlands wielrenner.

## Carrière
Als tweedejaars junior won Marsman de Omloop van Borsele en werd hij, achter Max Kroonen en Wessel Krul, derde op het nationale kampioenschap op de weg. Een jaar later maakte hij, als eerstejaars belofterenner, de overstap naar Metec-TKH. In zes seizoenen bij die ploeg won hij onder meer een etappe in zowel de Ronde van Normandië als de Ronde van Loir-et-Cher en het eindklassement in die laatste koers. Op nationaal niveau won hij in 2024 de Omloop van Valkenswaard.
In 2025 maakte Marsman de overstap naar VolkerWessels Cycling Team. In maart van dat jaar werd hij achtste in de Dorpenomloop Rucphen en vijftiende in de Bredene Koksijde Classic. Vijf dagen na zijn vijftiende plek in de Belgische semiklassieker won hij in Beltrum de openingstijdrit van de Olympia's Tour.

## Overwinningen
2018
Omloop van Borsele
2022
6e etappe Ronde van Normandië
2023
1e etappe Ronde van Loir-et-Cher
Eindklassement Ronde van Loir-et-Cher
2025
1e etappe Olympia's Tour

## Ploegen
- 2019 –  Metec-TKH Continental Cyclingteam p/b Mantel
- 2020 –  Metec-TKH Continental Cyclingteam p/b Mantel
- 2021 –  Metec-SOLARWATT p/b Mantel
- 2022 –  Metec-SOLARWATT p/b Mantel
- 2023 –  Metec-SOLARWATT p/b Mantel
- 2024 –  Metec-SOLARWATT p/b Mantel
- 2025 –  VolkerWessels Cycling Team